# Vivir un instante
Vivir un instante es una película en blanco y negro de Argentina dirigida por Tulio Demicheli sobre su propio guion escrito en colaboración con Ulyses Petit de Murat que se estrenó el 3 de mayo de 1951 y que tuvo como protagonistas a Tita Merello, Alberto Closas y Eduardo Cuitiño. La película primero se llamó Julia y luego Una canción en la niebla antes de ser presentada con el título definitivo.

## Acusación de plagio
El estreno del filme fue postergado por orden judicial cuando Luis Sandrini, Francisco Madrid y David Goldberg acusaron de plagio a los libretistas y la productora alegando que el filme tenía puntos en común con Sombras en la frontera que se estaba filmando, pero finalmente la Cámara Nacional de Apelaciones en lo Civil rechazó la demanda afirmando que la similitud del tema del contrabando humano no implicaba una semejanza de importancia.

## Sinopsis
Un hombre y una mujer se dedican al contrabando de personas.

## Reparto
- Tita Merello …Julia Lombardo
- Alberto Closas …Pepe
- Eduardo Cuitiño …Dominico
- Diana Toldi …Vilma Walaska
- José Maurer …Walaska
- Jorge Closas …Secuaz de Dominico
- Nelly Meden …Mujer en cabaret
- Roberto Martincho
- María del Río …Gaby
- Margarita Linton …Leda
- Domingo Mania …Juan
- Gilberto Peyret
- Leo Alza
- Vicente Formi
- Luis de Lucía
- Juan Carrara
- Carlos Belluci
- Rafael Diserio …Comprador
- José Mazzili
- Pastora Romero
- Hugo Divier
- Gerardo Fariña
- Carlos Escobares
- Norma Doncel
- Ana Morena
- Any Linton
- Juan Gamba
- César Martínez
- Luis Héctor San Juan

## Comentarios
La revista Set dijo:

”No se ha tocado o no se ha querido tocar, por parte de los argumentistas, el fondo de este penoso y siempre actual problema social. Los detalles técnicos son elogiables.”

Por su parte, para Noticias Gráficas el filme:

”No alcanza a dar la sugestión poética que perseguía.”